# Религия в Йордания
Сунитският ислям е преобладаващата религия в Йордания.
Мюсюлманите съставляват около 92% от населението на страната; 93% от тях се самоопределят като сунити - най-високия процентен дял в света. Има и малък брой мюсюлмани ахмадии и шиити. Много от шиитите са иракски и ливански бежанци.
Страната се гордее също така с една от най-старите християнски общностни в света, съжителстваща с останалата част от населението. Повече от половината са гръцки православни християни. Останалите са католици от латински или гръцки обред, сирийски православни, протестанти и арменци. Йорданските християни в страна с почти 10 милиона души се смятат да наброятват 250 000-350 000, с изключение на десетки хиляди сирийски и иракски християни в страната. Проучване от 2015 г. изчислява около 6500 вярващи християни от мюсюлмански произход в страната, повечето от които принадлежат към някаква форма на протестантство.
Има около 20 000 до 32 000 друзи, живеещи предимно в Северна Йордания.

## Разпространение
Процентите варират леко в различните градове и региони, например в южната част на Йордания, в градовете като Зарка има най-висок процент мюсюлмани, докато Аман, Ирбид, Мадаба, Салт и Карак имат по-големи християнски общности от средната за страната, а градовете от Фухайс, Ал Хусн и Аджлун имат или мнозинство християни, или много по-голям процент от средния за страната. Няколко села имат смесено християнско/мюсюлманско население, като Куфранджа и Раймун на север.

## Социален живот
Като цяло мюсюлманите и християните съжителстват без големи проблеми, свързани с различия и дискриминация. Най-малките манлцинства обаче, съставлявани от шиите, бахаи и друзи, се сблъскват с голяма религиозна дискриминация от страна на правителството.

## Свобода на религията
Държавната религия е ислямът, но конституцията предвижда свобода за практикуване на религия в съответствие с обичаите, практикувани в Кралството, освен ако те не нарушават публичния ред или морал.
Някои проблеми, обаче, като сменяне на религията, са спорни. Въпреки че приемането на исляма е относително без правни усложнения, онези, които желаят да напуснат исляма, рискуват да загубят граждански права и да се изправят пред огромен социален натиск. Някои от ограниченията срещу религиозните малцинства включват:
- Различни доклади за антисемитизъм (като провокативна реакция на напрежението в Израелско-палестинския конфликт);
- Правителството на Йордания може да откаже признаване на религията;
- На бахаитите не е разрешено учредяването на училища, места за поклонение и гробища;
- Освен християните, всички останали немюсюлмански малцинства нямат свои съдилища, които да решават личния статус и семейните въпроси;
- На християнските мисионери не е разрешено да проповядват евангелието на мюсюлмани.